# James M. Tiedje
James Michael „Jim“ Tiedje (* 1942 in Newton, Iowa) ist ein US-amerikanischer Mikrobiologe und Bodenkundler. Er ist emeritierter Professor für Mikrobiologie und Molekulargenetik sowie Pflanzen- und Bodenkunde an der Michigan State University. Er war von 1989 bis 2019 Direktor des dortigen NSF Center for Microbial Ecology der National Science Foundation (NSF).

## Leben und Wirken
James Tiedje erwarb 1964 an der Iowa State University einen Bachelor in Agrarwissenschaften, an der Cornell University 1966 einen Master in Bodenchemie und 1968 bei Martin Alexander den Ph.D. in Mikrobiologie und Biochemie. Im selben Jahr 1968 erhielt er eine Anstellung an der Michigan State University, wo er bis zum Distinguished Professor aufstieg und bis zu seiner Emeritierung 2019 verblieb.
Tiedje und Mitarbeiter untersuchen die Ökologie, Physiologie und Biochemie mikrobieller Prozesse in Umwelt und Industrie. Tiedje gilt als führend auf dem Gebiet der mikrobiellen Ökologie, in dem die Wechselwirkungen von Mikroorganismen, Umwelt, Pflanzen und Tieren erforscht werden. Seine Arbeiten befassen sich mit dem Stickstoffkreislauf, mit der Biodegradation von umweltverschmutzenden Stoffen und mit Struktur und Funktion mikrobieller Gemeinschaften. Tiedje und Mitarbeiter entdeckten Bodenbakterien, die aromatische Chlorverbindungen dechlorinieren können und damit zum Abbau von polychlorierten Biphenylen (PCB) oder Dichlordiphenyltrichlorethan (DDT) beitragen. Jüngere Arbeiten befassen sich mit Antibiotikaresistenzen in der Umwelt und mit dem Mikrobiom tiefer Bodenschichten.
Laut Google Scholar hat Tiedje einen h-Index von 186, laut Datenbank Scopus einen von 151 (jeweils Stand Juli 2024).

## Auszeichnungen (Auswahl)
- 1985 Fellow der American Association for the Advancement of Science
- 1993 Carlos-J.-Finlay-Preis[4]
- 2003 Mitglied der National Academy of Sciences[5]
- 2004 Präsident der American Society for Microbiology
- 2021 Mitglied der Chinesischen Akademie der Wissenschaften[1][6]
- 2023 Lifetime Achievement Award der American Society for Microbiology[7]
- 2023 Mitglied der American Academy of Arts and Sciences[8]

Die International Society for Microbial Ecology (ISME), deren Gründungspräsident James Tiedje war, vergibt seit 2004 einen Jim Tiedje Award als ihre höchste Auszeichnung für die Lebensleistung eines Wissenschaftlers auf dem Gebiet der mikrobiellen Ökologie.